# EP1型电力机车

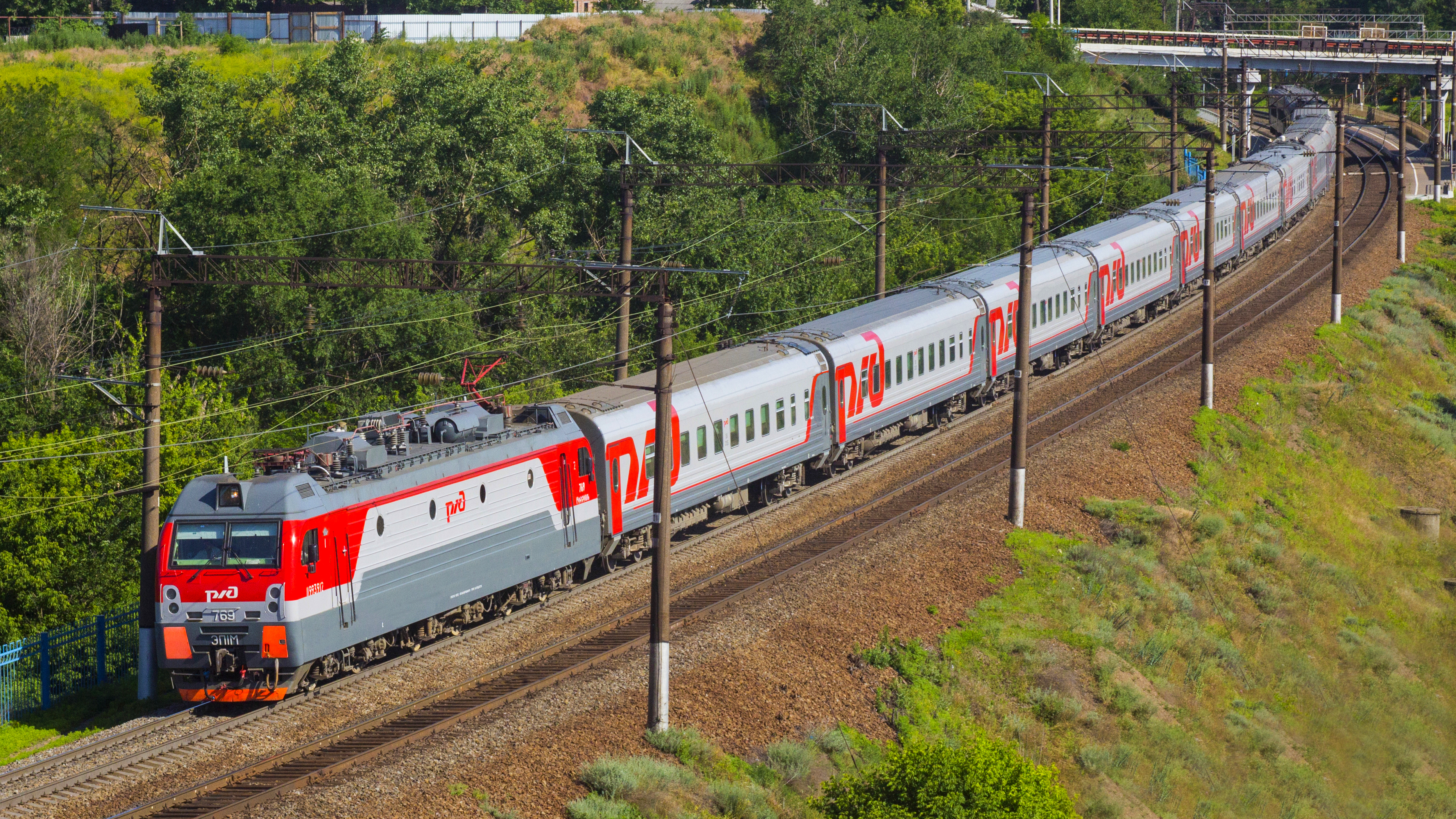
EP1M-769号机车牵引旅客列车

EP1型电力机车（俄語：ЭП1）是俄罗斯的干线客运电力机车车型之一，适用于供电制式为25千伏工频单相交流电的电气化铁路，由诺沃切尔卡斯克电力机车厂在VL65型电力机车基础上于1998年研制成功，主要用于替换日渐老化的VL60PK、ChS4型电力机车，并满足干线旅客列车提速的需要。EP1型机车为交—直流电传动电力机车，采用Bo-Bo-Bo轴式；与VL65型电力机车相比，主要改进为采用了新型牵引电动机和VVVF三相交流辅助电源、牵引电机以架悬取代了轴悬，并以微机控制取代了电子控制。

## 参看
- VL65型电力机车
- 韶山3型电力机车
- 韶山5型电力机车